# Zawady (Białystok)

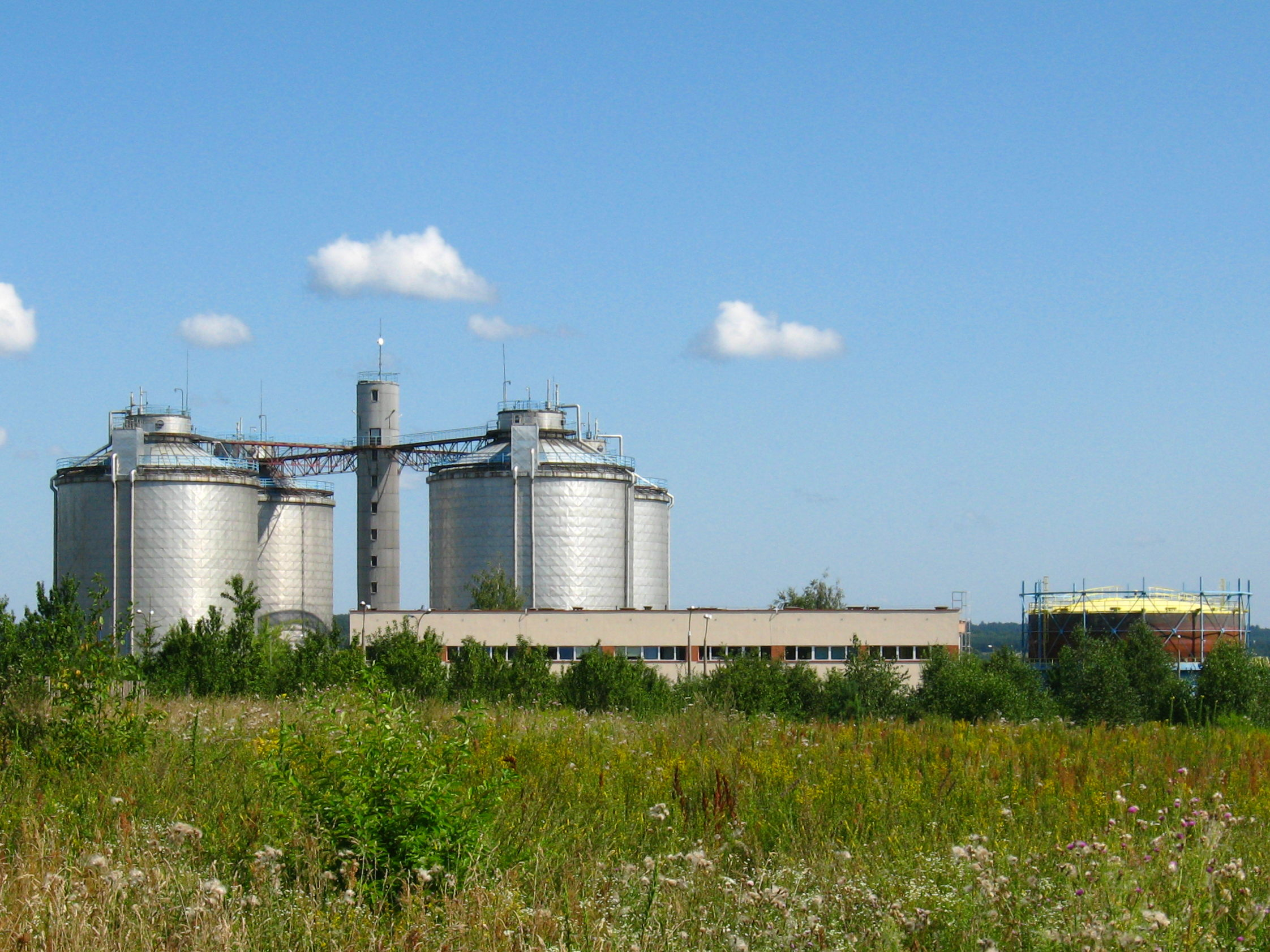
Oczyszczalnia ścieków, ul. Produkcyjna 102

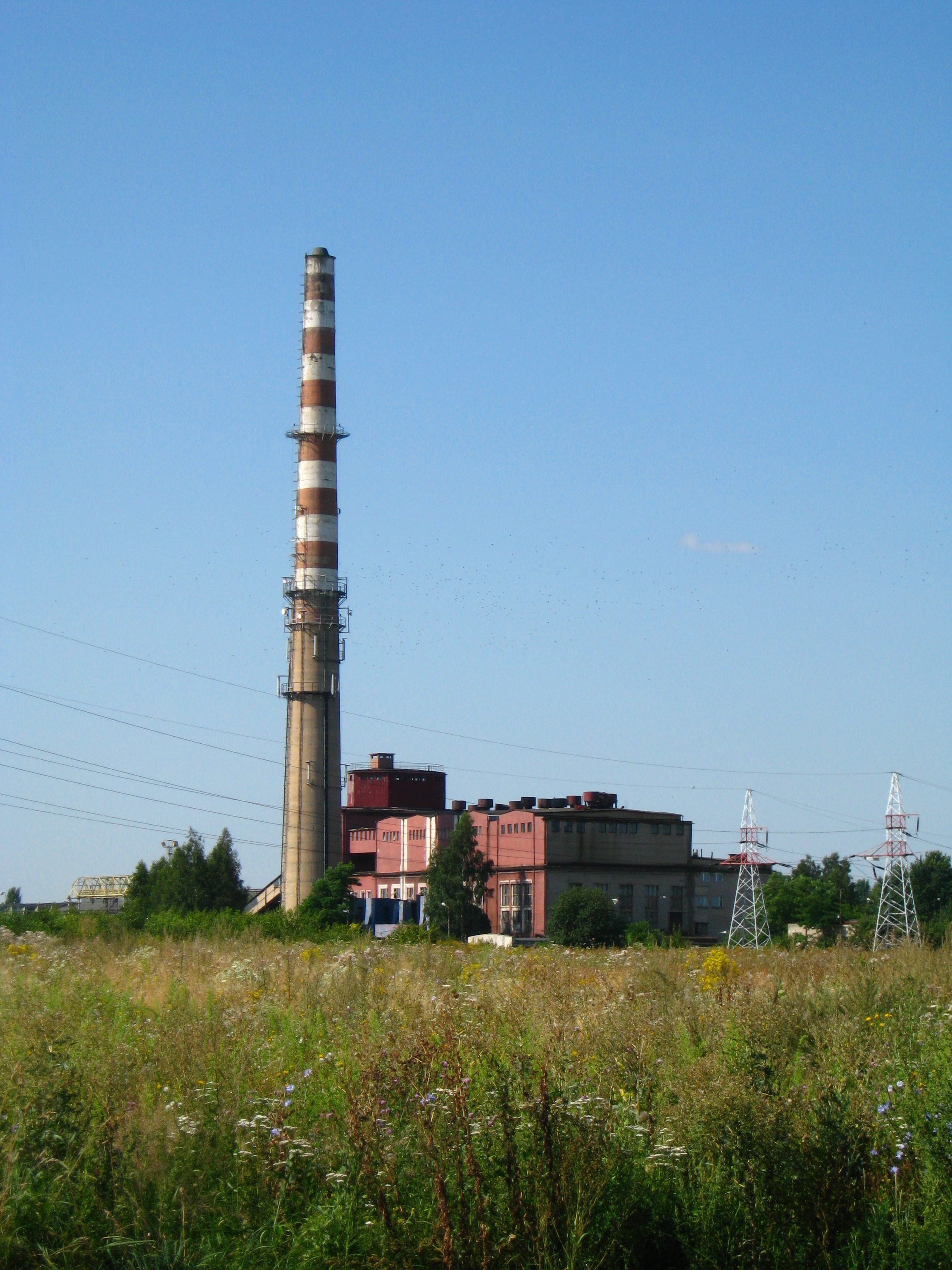
Komin EC przy BZPB Fasty, ul. Przędzalniana 8

Zawady – część miasta i osiedle w północno-zachodniej części Białegostoku. Dawniej wieś, włączona do miasta w 2002 r. W skład osiedla Zawady wchodzi również dawny fragment wsi Fasty, przyłączony do Białegostoku w dniu 1 kwietnia 1954 roku.
Wierni kościoła rzymskokatolickiego należą do parafii św. Krzysztofa w Białymstoku.

## Obiekty i tereny zielone
- Las Wesołowski
- Centrum Handlowe Auchan - ul. Produkcyjna 84
- Hipermarket budowlany Leroy Merlin - ul. Produkcyjna 86
- Hurtownia Cash & Carry "Selgros"
- oczyszczalnia ścieków
- Kościół św. Krzysztofa

## Opis granic osiedla
Od granicy administracyjnej miasta wzdłuż torów kolejowych (biegnących w kierunku Sokółki) do gen. Maczka, gen. Maczka, gen. Kleeberga do granicy administracyjnej miasta, wzdłuż granicy administracyjnej miasta do torów kolejowych biegnących w kierunku Sokółki. 

## Ulice i place znajdujące się w granicach osiedla
al. Tysiąclecia Państwa Polskiego-nieparzyste 73-77, parzyste budynek 84, Bohuna, Chmielowa, Dolna, gen. Franciszka Kleeberga-parzyste, gen. Stanisława Maczka-parzyste, Końcowa, Kryształowa, Liliowa, Lodowa, Oleńki, Orląt Lwowskich, Polna, Produkcyjna-parzyste od 84 do końca, nieparzyste od 95 do końca, Przędzalniana, Radziwiłła Janusza, Tadeusza Reytana, Pawła Sapiehy, Jana Skrzetuskiego, Szosa Ełcka, Szyszkowa, Śnieżna, Tkacka, Wspaniała, Jana Zamoyskiego, Zawady.